# غرونفالد بوزنان

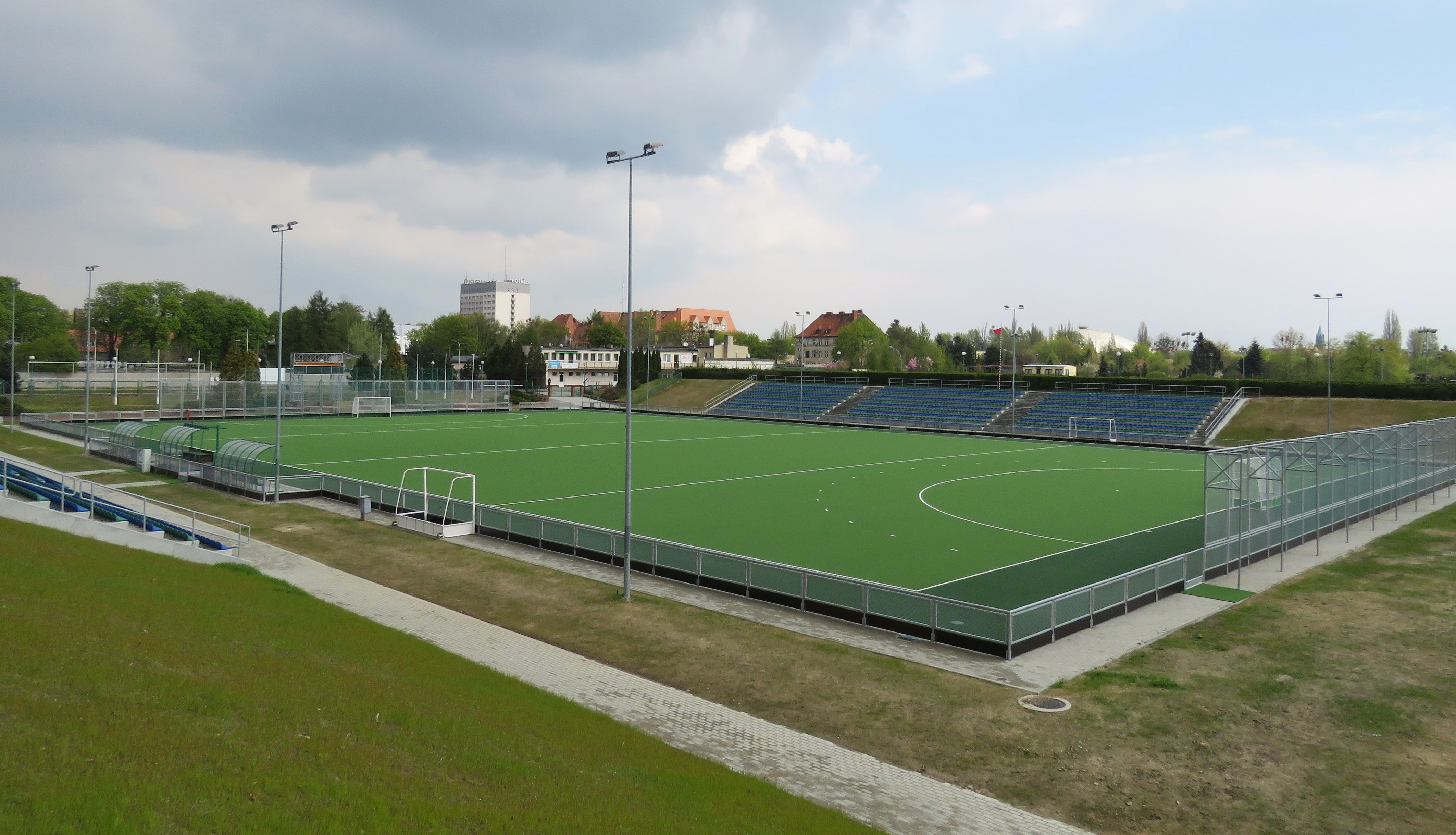

غرونفالد بوزنان (بالبولندية: Grunwald Poznań) هو نادي رياضي في بولندا. يقع مقره في بوزنان. لديه عدة فرق في رياضات عديدة مثل هوكي الحقل، الرمي، المصارعة، كرة اليد، الملاحة وكرة المضرب. تأسس في سنة 1947.